# شالتیک‌باشوو
شالتیک‌باشوو (انگلیسی: Shaltykbashevo) یک شهرک در شهرستان شارانسکی استان باشقیرستان کشور روسیه است.